# 안산화정초등학교
안산화정초등학교(安山化井初等學校)는 대한민국 경기도 안산시 단원구 선부동에 있는 공립 초등학교이다. 처음 학교의 원래 위치는 현재 경기도 안산시 화정동으로 현재는 안산화정 영어마을인 곳이다. 1994년에 안산시 선부3동으로 이전했다.

## 학교 연혁
- 광복 전인 일본제국 강점기시대부터 안산보통공립학교(현 안산초등학교)의 간이학교가 설립되었고, 광복 후에 1947년도에는 '화정국민학교'로 승격되었다. 1980년대부터 인근 반월신공업도시 (현 안산시)가 조성으로 인해 인구 유입이 없던 화정리 일대의 학생 수가 감소하기 시작했다. 1995년에는 시흥군 화정리 일부가 안산시로 편입을 염두에 둠과 동시에 선부동 일대의 초등학교과 과밀화 해결책으로 선부동으로 이전 재개교하게 되었다.
- 1934년 4월 9일 : 안산공립보통학교 부설 화정간이학교 설립(시흥군 수암면 화정리)
- 1943년 3월 31일 : 안산보통공립학교 화정분교로 개편
- 1947년 4월 30일 : 화정국민학교 승격 개교
- 1994년 9월 1일 : 안산시 선부동으로 이전 함과 동시에 선부국민학교와 일부 통합. 24학급 재개교
- 1995년 3월 1일 : 안산화정초등학교로 명칭 변경
- 1997년 2월 5일 :학교 급식 개시
- 2013년 3월 1일 : 병설유치원 신설
- 2018년 2월 12일 :제69회 졸업식 수여식(177명)
- 2020년 1월 2일 :제 71회 졸업장 수여식(220명)
- 2021년 2월 9일:제 72회 졸업장 수여식(192명)

## 졸업생
김우혁
최아름 빠른년생 2011년 만7살입학
김슬기

## 참고 자료
- 안산화정초등학교 - 한국교육학술정보원 학교알리미